# Thelyphonus semperi
Thelyphonus semperi är en spindeldjursart som beskrevs av Kraepelin 1897. Thelyphonus semperi ingår i släktet Thelyphonus och familjen Thelyphonidae. Inga underarter finns listade i Catalogue of Life.